# Leucothoe crenatipalma
Leucothoe crenatipalma is een vlokreeftensoort uit de familie van de Leucothoidae. De wetenschappelijke naam van de soort is voor het eerst geldig gepubliceerd in 1972 door Ledoyer.